# Barbara Wharton Low

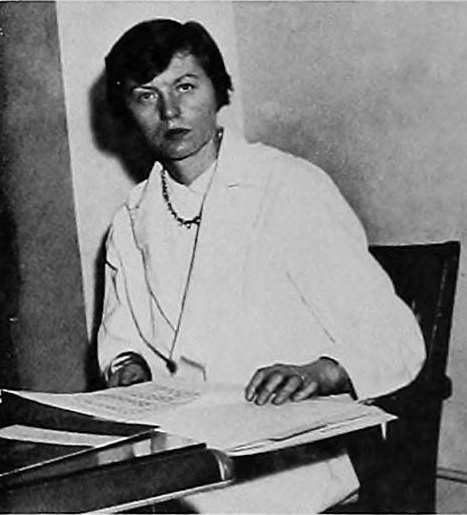
Barbara W. Low, um 1960

Barbara Wharton Low (* 23. März 1920 in Lancaster; † 10. Januar 2019 in Bronx, New York City) war eine britisch-amerikanische Biochemikerin und Biophysikerin. Sie war Professorin der Columbia University und beschäftigte sich vorrangig mit der Strukturanalyse von organischen Verbindungen, vor allem von Proteinen.

## Werdegang
Barbara Wharton Low erfuhr ihre akademische Ausbildung am Somerville College (University of Oxford), wo sie den Bachelor (1942) und Master (1946) erhielt und anschließend zum Ph.D. in Chemie promoviert wurde. In der Folge emigrierte sie in die Vereinigten Staaten und erhielt 1948 eine Anstellung als wissenschaftliche Mitarbeiterin an der Harvard University, wo sie an der Harvard Medical School sowie parallel für das Laboratory of Physical Chemistry tätig war. Zwei Jahre später wurde sie in Harvard zur Assistenzprofessorin befördert, bevor sie 1956 dem Ruf der Columbia University folgte und dort vorerst in gleicher Position tätig war. 1966 erhielt Low eine ordentliche Professur an der Columbia, die sie 24 Jahre innehatte, zuletzt unter dem Titel Professor of Biochemistry and Molecular Biophysics. Zudem war sie in dieser Zeit mehrfach als Gastprofessorin bzw. -wissenschaftlerin tätig, beispielsweise an der Universität Straßburg, der Universität Tōhoku sowie an der chinesischen und sowjetischen Akademie der Wissenschaften. 1990 wurde Low emeritiert, hielt aber noch gelegentliche Vorlesungen.

## Wissenschaftliches Schaffen
Low befasste sich hauptsächlich mit der Strukturanalyse von organischen Verbindungen, insbesondere von Proteinen, aber auch von Penicillinen oder Neurotoxinen, wie Abkömmlingen von Curare. Einen besonderen Schwerpunkt ihrer Arbeit stellte die Röntgenstrukturanalyse von Proteinkristallen dar, bei der sie neue Methoden wie die Polaroid-Fotografie nutzte. Darüber hinaus beschäftigte sie sich mit Wechselwirkungen zwischen Proteinen oder der Wirkung von Curare an nikotinischen Acetylcholinrezeptoren.
Low war Mitglied zahlreicher Fachgesellschaften, beispielsweise des American Institute of Physics, der Biophysical Society, der American Crystallographic Association sowie der International Society on Toxinology. Zudem war sie Fellow der American Association for the Advancement of Science und wurde 1953 in die American Academy of Arts and Sciences gewählt.

## Persönliches
Low war seit 1950 mit Metchie Budka (1917–1995) verheiratet, einem Biochemiker und Slawisten polnischer Herkunft, den sie in Harvard kennengelernt hatte.